# Oksana Fiodorova
Pour les articles homonymes, voir Fiodorov.
 (décembre 2018).
Si vous disposez d'ouvrages ou d'articles de référence ou si vous connaissez des sites web de qualité traitant du thème abordé ici, merci de compléter l'article en donnant les références utiles à sa vérifiabilité et en les liant à la section « Notes et références ».
Oksana Fiodorova (en russe : Оксана Геннадьевна Фёдорова et mieux connue sous la transcription en anglais Oxana Fedorova), née le 17 décembre 1977 à Pskov, est une mannequin, chanteuse, actrice, présentatrice de télévision et femme politique russe, qui fut Miss Univers 2002 durant 4 mois, avant d'être démise pour manquement à ses obligations et remplacée par Justine Pasek (Miss Panama). 
Elle est ambassadrice de l'Unicef.

## Biographie
Oksana est née le 17 décembre 1977 à Pskov en Russie, où elle a vécu jusqu’à ses 18 ans ; enfant unique, elle est élevée par sa mère.
En effet, ses parents divorcent quand elle a 3 ans ; Oksana n'a jamais entendu parler de son père Gennadiy, mais en 2005, elle a essayé de le retrouver et a découvert qu'il était mort. Son père était physicien nucléaire et sa mère a travaillé comme infirmière dans un hôpital psychiatrique ; elle est aujourd’hui retraitée.
Oksana Fiodorova a joué du saxophone dans une fanfare à l’académie de Police. 
Diplômée de l'académie de police avec un diplôme rouge, elle travaille comme inspecteur dans la milice de Pskov pendant six mois.
Elle déménage à Saint-Pétersbourg pour étudier à l'Université du ministère russe de l'Intérieur (MVD), où elle devient enquêtrice à la police des transports Pulkovo en parallèle avec ses études. 
Oxana travaille comme modèle photographique et commence à participer à des concours de beauté, en décrochant les titres de Miss Saint-Pétersbourg 1999, Miss kalokagathia 1999, Miss Fitness, et Miss Fortune.
En 2000, elle est diplômée à l'Université MVD avec une médaille d'or. Après cela, elle suit un programme d'approfondissement pour diplômés à la même université.
En 2001, Oksana concourt au titre de Miss Russie qu'elle remporte avec succès mais seulement quatre mois après avoir été couronnée, Oxana Fedorova fut détrônée de ses fonctions en tant que Miss Univers et ce, pour manquement à ses obligations de Miss Univers.
Le titre de Miss Univers revient donc à sa première dauphine, Justine Pasek qui devient la première panaméenne à avoir remporté le titre de Miss Univers.